# Philodromus placidus
Philodromus placidus är en spindelart som beskrevs av Banks 1892. Philodromus placidus ingår i släktet Philodromus och familjen snabblöparspindlar. Inga underarter finns listade i Catalogue of Life.